# Lucien Buysse
Lucien Buysse, född 11 september 1892 i Wontergem, Östflandern, död 3 januari 1980 i Deinze, var en belgisk professionell tävlingscyklist.
Buysse segrade 1926 i cykeltävlingen Tour de France, sedan han året förut varit tvåa efter italienaren Ottavio Bottecchia.